# Control total de pérdidas
Control total de pérdidas es un modelo de gestión del riesgo que tuvo sus inicios en la segunda mitad de la década de 1960. 

## Historia
Este modelo de gestión del riesgo se originó a partir del análisis estadístico de un número significativo de accidentes de trabajo, siendo desarrollado por Frank E. Bird en 1966. Por definición, los accidentes de trabajo representan pérdidas en los procesos productivos, y como tal, dichos accidentes siempre tienen causas inmediatas y causas básicas, y de acuerdo con los resultados de la investigación de Frank E. Bird, en este modelo de gestión se deben orientar los esfuerzos en la identificación y el control de las causas básicas de los accidentes, y no sobre las consecuencias ni las causas inmediatas de ellos. 
En riesgos profesionales se reconoce que las causas de los accidentes de trabajo son los actos inseguros (comportamientos que pueden conducir a accidentes de trabajo) y las condiciones inseguras (situaciones inseguras en el ambiente de trabajo que pueden conducir a accidentes o enfermedades).
El modelo de gestión del control total de pérdidas se fundamenta en principios que incluyen (pero no se limitan a): 
- Liderazgo y gestión

- Inspecciones y mantenimiento preventivo

- Análisis de tareas críticas

- Investigación de accidentes e incidentes para detectar las causas inmediatas y causas básicas

- Preparación para emergencias

- Formación y entrenamiento del personal

- Evaluación del sistema

- Gerenciamiento del cambio

- Comunicación interpersonal y grupal